# Juan Pablo Duarte
Juan Pablo Duarte y Díez (Santo Domingo, 26 de janeiro de 1813 - Caracas, 15 de julho de 1876) foi um visionário do século XIX e pensador liberal que, juntamente com Francisco del Rosario Sánchez e Matías Ramón Mella é amplamente considerado o arquiteto da República Dominicana e sua independência do Haiti em 1844. Sua aspiração para a parte de língua espanhola da ilha Hispaniola foi ajudar a criar uma nação autossuficiente estabelecida no ideário liberal de um governo democrático. A montanha mais alta do Caribe (Pico Duarte), um parque em Nova York, e muitos outros marcos notáveis levam seu nome, sugerindo a importância histórica que os dominicanos têm dado a este homem. Sua visão em favor do país foi rapidamente neutralizada pelas elites conservadoras, que procuravam alinhar o país com novas potências coloniais e voltar para o regionalismo tradicional. No entanto, suas ideias democráticas, embora vagas em detalhes, servem como diretrizes, pelo menos em teoria, para a maioria do governo dominicano. Suas falhas fizeram dele um mártir político aos olhos das gerações subsequentes.